# John Gower

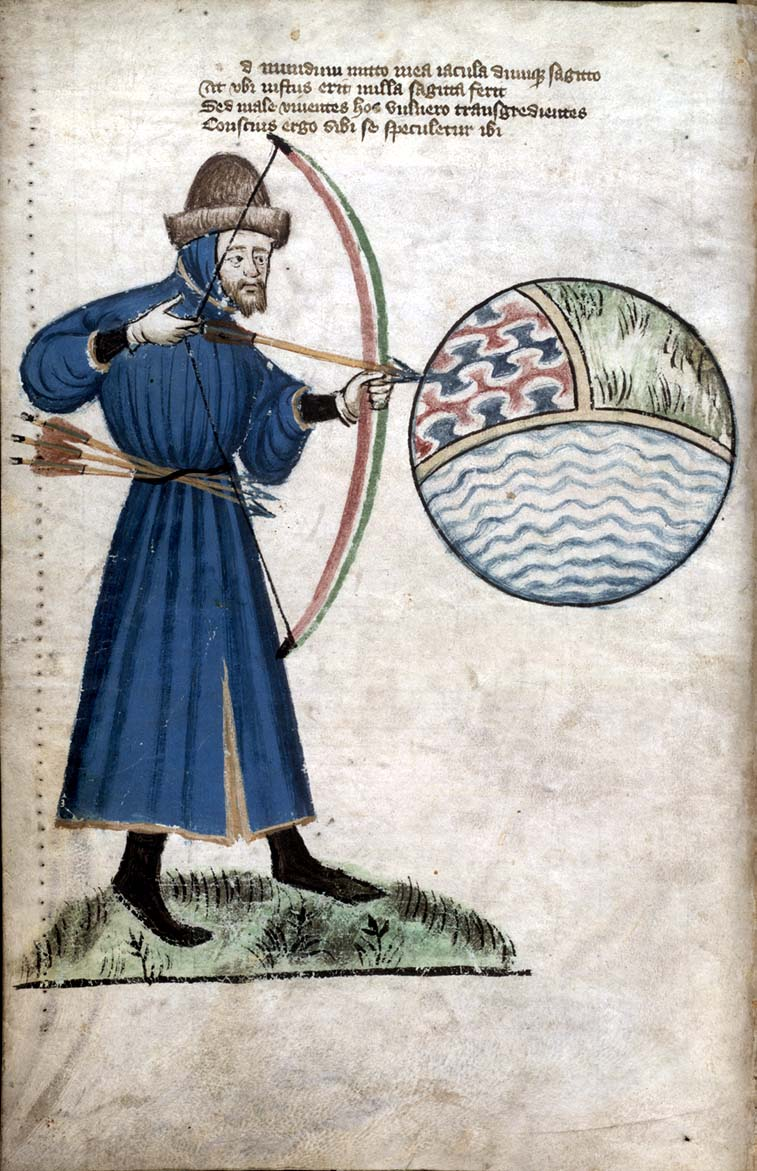
John Gower scaglia una freccia contro il mondo, una sfera di terra, aria e acqua (da un manoscritto di una sua opera ca. 1400)

John Gower (1330 – ottobre 1408) è stato un poeta britannico  contemporaneo di William Langland e amico personale di Geoffrey Chaucer. Viene ricordato principalmente per tre sue opere, Mirour de l'Omme, Vox Clamantis e Confessio Amantis, tre lunghi poemi scritti in francese, latino e inglese rispettivamente, che sono legati da temi morali e politici comuni.

## Biografia
Pochi dettagli sono noti della vita giovanile di Gower. Nacque probabilmente in una famiglia importante dello Yorkshire che possedeva delle proprietà nel Kent, nello Yorkshire e nelle contee del Norfolk e del Suffolk. Si pensa che praticò la giurisprudenza a Londra o nei dintorni.
Mentre era a Londra, venne strettamente a contatto con la nobiltà del suo tempo. A quanto pare conobbe personalmente Riccardo II: nel prologo della prima edizione del Confessio Amantis, racconta come il re, avendolo incontrato sul Tamigi (probabilmente intorno al 1385), lo invitò a bordo della chiatta reale, e che dopo una conversazione ricevette la commissione per un'opera che sarebbe diventata la Confessio Amantis. Successivamente la sua fedeltà passò al futuro Enrico IV, al quale dedicò le edizioni successive del Confessio Amantis. Molte di queste notizie si basano su prove circostanziali, piuttosto documentarie e la storia delle revisioni del Confessio Amantis, comprese le diverse dediche, deve ancora essere pienamente compresa.

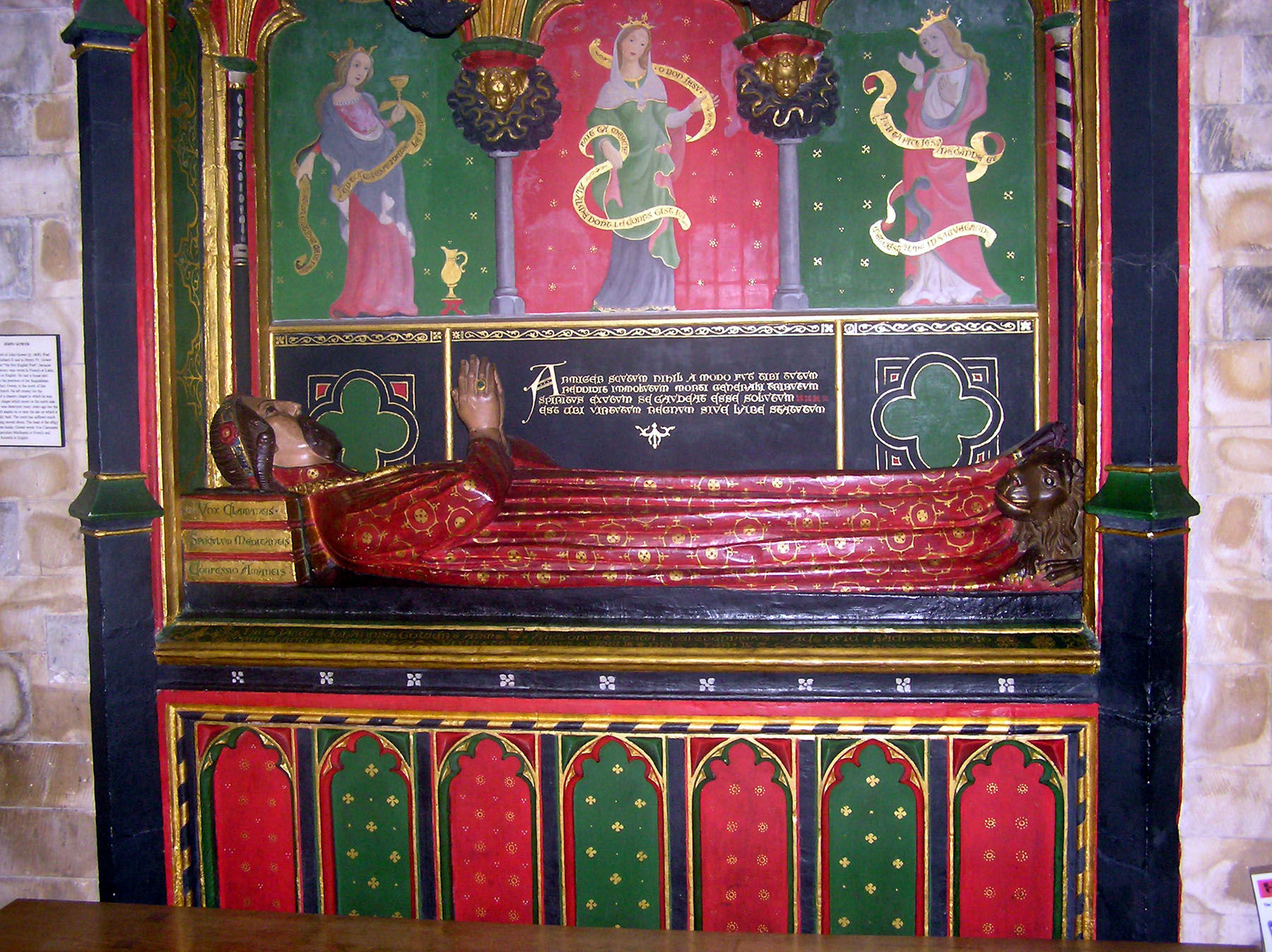
La tomba di John Gower nella cattedrale di Southwark

La sua amicizia con Chaucer è ben documentata. Quando Chaucer fu inviato come ambasciatore in Italia nel in 1378, Gower fu uno degli uomini a cui diede la procura sui suoi affari in Inghilterra. I due poeti si complimentarono a vicenda per le loro opere: Chaucer dedicò la sua Troilo e Criseide in parte a "moral Gower", e Gower ricambiò mettendo un discorso in lode di Chaucer in bocca a Venere alla fine del Confessio Amantis.
Intorno agli anni 1370, si stabilì in locali forniti dal Priorato di S. Maria Overie (ora cattedrale di Southwark). Nel 1398, mentre viveva li, si sposò, probabilmente per la seconda volta: sua moglie era Agnes Groundolf, che gli sopravvisse. Nei suoi ultimi anni, e forse già nel 1400, divenne cieco.
Dopo la sua morte, avvenuta nel 1408, Gower fu sepolto in una tomba nella chiesa del Priorato (ora cattedrale di Southwark), dove si trova ancora oggi.

## Produzione
I versi di Gower sono, di volta in volta, religiosi, politici, storici e morali, anche se è stato strettamente definito come "moral Gower" da quando Chaucer lo appellò con questo epiteto. La sua principale modalità di scrittura è l'allegoria, anche se evita astrazioni sostenute a favore dello stile piano del narratore.
Le sue prime opere erano probabilmente nella forma della ballade in anglo-normanno, alcune delle quali potrebbero essere state inserite in Cinkante Ballades. La sua prima opera giunta a noi è nella stessa lingua: si tratta di Speculum Meditantis, nota anche con il titolo francese di Mirour de l'Omme, un poema di poco meno di 30 000 versi, contenente una densa esposizione di religione e morale.
La sua seconda opera, Vox Clamantis, fu scritta in latino: essa ha come soggetto lo stato d'Inghilterra, e incorpora commenti alla rivolta dei contadini che si verificò durante la composizione del poema. Gower si schiera dalla parte della nobiltà, e sembra aver ammirato le tecniche utilizzate da Riccardo II per reprimere la rivolta.
Il suo terzo lavoro è la Confessio Amantis, un poema di 30 000 versi in ottonari distici in medio inglese, che fa uso della struttura della confessione di un cristiano (presentata allegoricamente come una confessione dei peccati contro l'amore) come canovaccio entro il quale inserire una moltitudine di singole storie. Come i suoi precedenti lavori, il tema è molto morale, anche se le storie stesse hanno la tendenza a descrivere comportamenti piuttosto immorali. Uno studioso afferma che Confessio Amantis è l'opera di Gower sulla quale si basa "quasi esclusivamente" la sua "reputazione poetica."
Successivamente Gower compose un numero di opere minori in tre lingue diverse: le Cinkante Ballades, una serie di ballate in francese di soggetto romantico, e diversi poemi dedicati al nuovo re Enrico IV — in cambio dei quali gli venne concessa una pensione, sotto forma di una quantità annua di vino.
La poesia di Gower ha avuto una critica non unanime. Nel XV secolo, è stato generalmente considerato, insieme a Chaucer, come il padre della poesia inglese. Nel corso degli anni, però, la sua reputazione è diminuita, in gran parte a causa della sensazione di didatticismo o di una certa monotonia. Nel corso del XX secolo ha invece ricevuto i maggiori riconoscimenti, in particolare da C. S. Lewis in L'allegoria dell'amore (1936). Tuttavia, egli non ha ottenuto lo stesso gradimento o accettazione critica degli altri grandi poeti del periodo.

## Opere
- Mirour de l'Omme, o Speculum Hominis, o Speculum Meditantis (in francese, c.1376–1379)
- Vox Clamantis (in latino, c.1377–1381)
- Confessio Amantis (in inglese, c.1386–1393)
- Traité (in francese, 1397)
- Cinkante Balades (in francese, 1399–1400)
- Cronica Tripertita (in latino, c.1400)
- In praise of peace (in inglese, c.1400)